# Eesti Energia
Eesti Energia AS – estoński koncern energetyczny. Firma jest jednym z największych wydobywców i przetwórców łupków bitumicznych (kukersytu) na świecie.

## Historia
Eesti Energia powstała w 1939 roku i jest jednym z największych wydobywców i przetwórców łupków bitumicznych na świecie. Należy do niej działająca w Polsce od 2016 roku firma Enefit. Od 2002 roku Eesti Energia produkuje energię elektryczną z wiatru. Zarządza czterema farmami wiatrowymi: w Paldiski, Aulepa, Narva i Virtsu o łącznej mocy 111 MW.